# ビンスヴァンゲン
ビンスヴァンゲン (ドイツ語: Binswangen) は、ドイツ連邦共和国バイエルン州シュヴァーベン行政管区のディリンゲン・アン・デア・ドナウ郡の町村（以下、本項では便宜上「町」と記述する）である。この街はヴェルティンゲン行政共同体に属している。

## 地理
ビンスヴァンゲンは、アウクスブルク地方の、ヴェルティンゲンとディリンゲン・アン・デア・ドナウとの間に位置している。
この町は2つのゲマインデタイル（村落、集落、開墾地などの小地区）で構成されている。
- ビンスヴァンゲン
- ツォルハウス

ゲマルクング（合併前の旧自治体にあたる地区）は、ビンスヴァンゲンのみである。

## 歴史
この町の最初の文献記録は1182年になされた。ビンスヴァンゲンは1300年にコンラート・ラムシュヴァークの所領となり、1334年にエラーバッハ家の所領となった。ランゲンマンテル男爵家がこれを引き継いだ（1412年-1563年）。その後シェルトリン・フォン・ブルテンバッハ男爵家（1569年-1638年）とクネリンゲン男爵家（1638年-1769年）がこの町の領主となった。その後、ビンスヴァンゲンはケンプテン修道院のレーエン領主に統治された。1803年の帝国代表者会議主要決議以降はバイエルン領に属した。
1938年11月のユダヤ人排斥運動（水晶の夜）でビンスヴァンゲンのシナゴーグは、アウクスブルクからの突撃隊員によって略奪・冒涜された。この町は、1945年4月末にアメリカ軍によって解放された。
第二次世界大戦後、400人ほどの故郷を逐われた人々がこの町に移住した。1993年から1996年まで旧シナゴーグが修復され、出会いと悔恨の家として郡の所有となった。この建物の西側には、ホロコーストの犠牲者の名前を記した記念プレートが設置されている。また、別のプレートにはかつてのユダヤ人コミュニティの歴史的な日付に関する情報が記されている。

## 住民

### 人口推移
| 年         | 1961 | 1970 | 1987 | 1991 | 1995 | 2000 | 2005 | 2010 | 2015 | 2020 |
| ---------- | ---- | ---- | ---- | ---- | ---- | ---- | ---- | ---- | ---- | ---- |
| 人口（人） | 0936 | 1011 | 1094 | 1100 | 1211 | 1249 | 1338 | 1357 | 1308 | 1340 |

1988年から2018年までの間にこの町の人口は、1,083人から1,356人へ、273人、約 25.2 % 増加した。

## 行政

### 首長
ビンスヴァンゲンの第1町長は、アントン・ヴィンクラー (Freie Wählergemeinschaft) である。彼は2002年にハインツ・ペッツ (CSU) の後任として町長に就任した。2014年の選挙では 86.99 %、2020年3月15日の選挙では 84.8 % の支持票を得て再選された。

### 議会
ビンスヴァンゲンの町議会は12議席の議員と町長で構成されている。

### 紋章
図柄: 基部は緑と金色に左右に塗り分けられた階段破風。その上は金と緑に左右二分割。向かって左は紋章化されたユリ、向かって右は葉をつけた茎を持つ3輪の紋章化されたバラが逆側の背景色で描かれている。

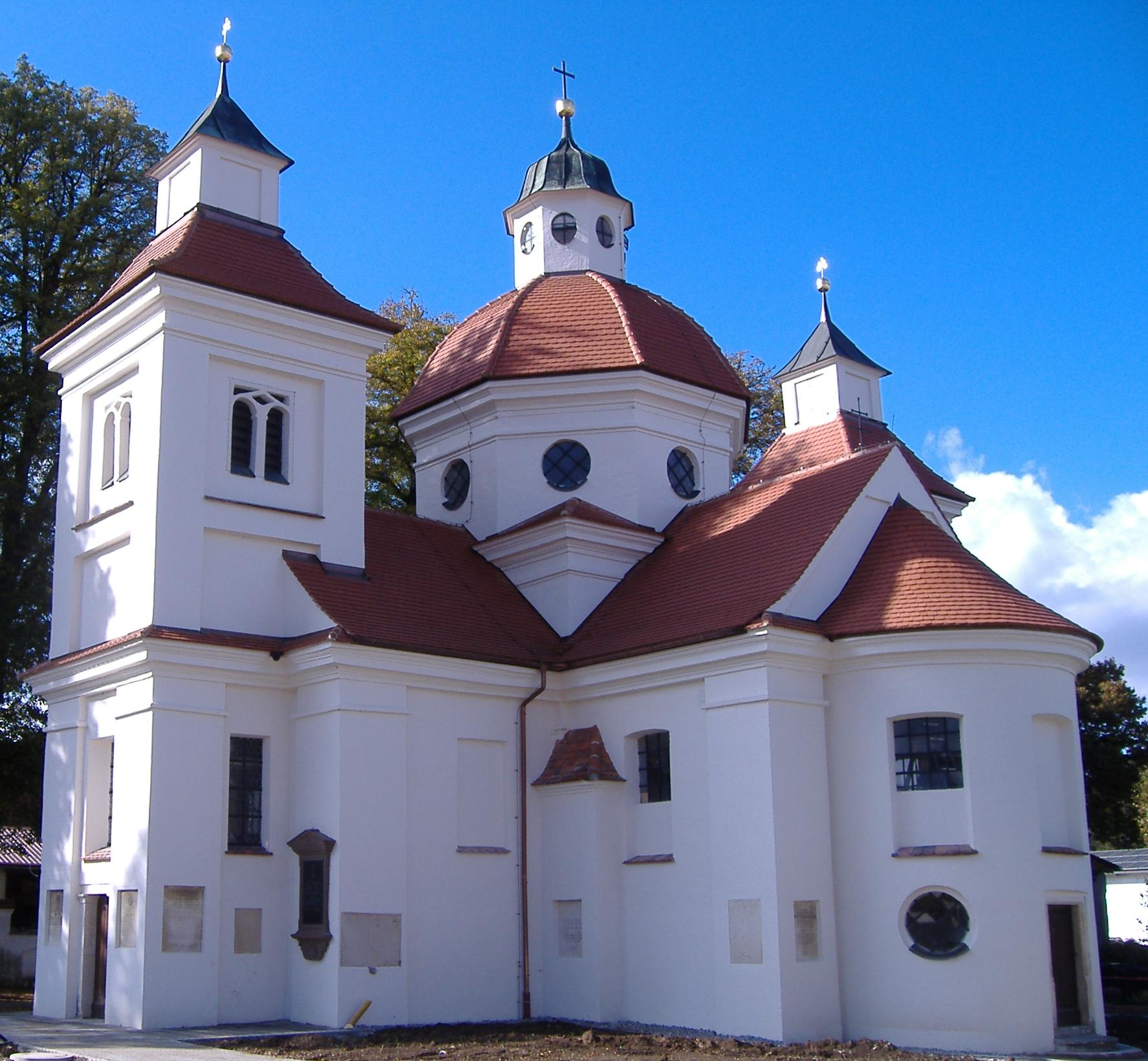
兄弟団礼拝堂（マリア礼拝堂）

解説: 金と緑の配色は、1334年にビンスヴァンゲンに所領を有していたエラーバッハ家の紋章から採られた。次いでランゲンマンテル家、パウムガルトナー家、シェルトリン家といったアウクスブルクの都市貴族がビンスヴァンゲンのレーエン領主権を得た。この町の紋章のユリは、シェルトリン・フォン・ブルテンバッハ家の紋章シンボルで、1630年に兄弟団礼拝堂を建設したコンラート・フォン・シェルトリンを表している。この礼拝堂は、元はこの一族の廟所であった。1685年、ここに「カルメル山のマリア兄弟団」が設立された。すぐにここはマリアの巡礼地に発展していった。紋章のバラの枝は聖母マリアの象徴である。兄弟団礼拝堂は、ローマのサンピエトロ大聖堂をモデルに、シンプルな様式で建設された。シナゴーグを含め多くの家屋にはかつてゴシック様式の階段破風が設けられていた。紋章基部の破風はこれを表現している。
この紋章は1967年に認可された。

## 文化と見どころ

### 建築
- ビンスヴァンゲンのユダヤ人墓地
- ビンスヴァンゲンのシナゴーグ
- シリングスハウス: かつてのユダヤ人コミュニティの集会所

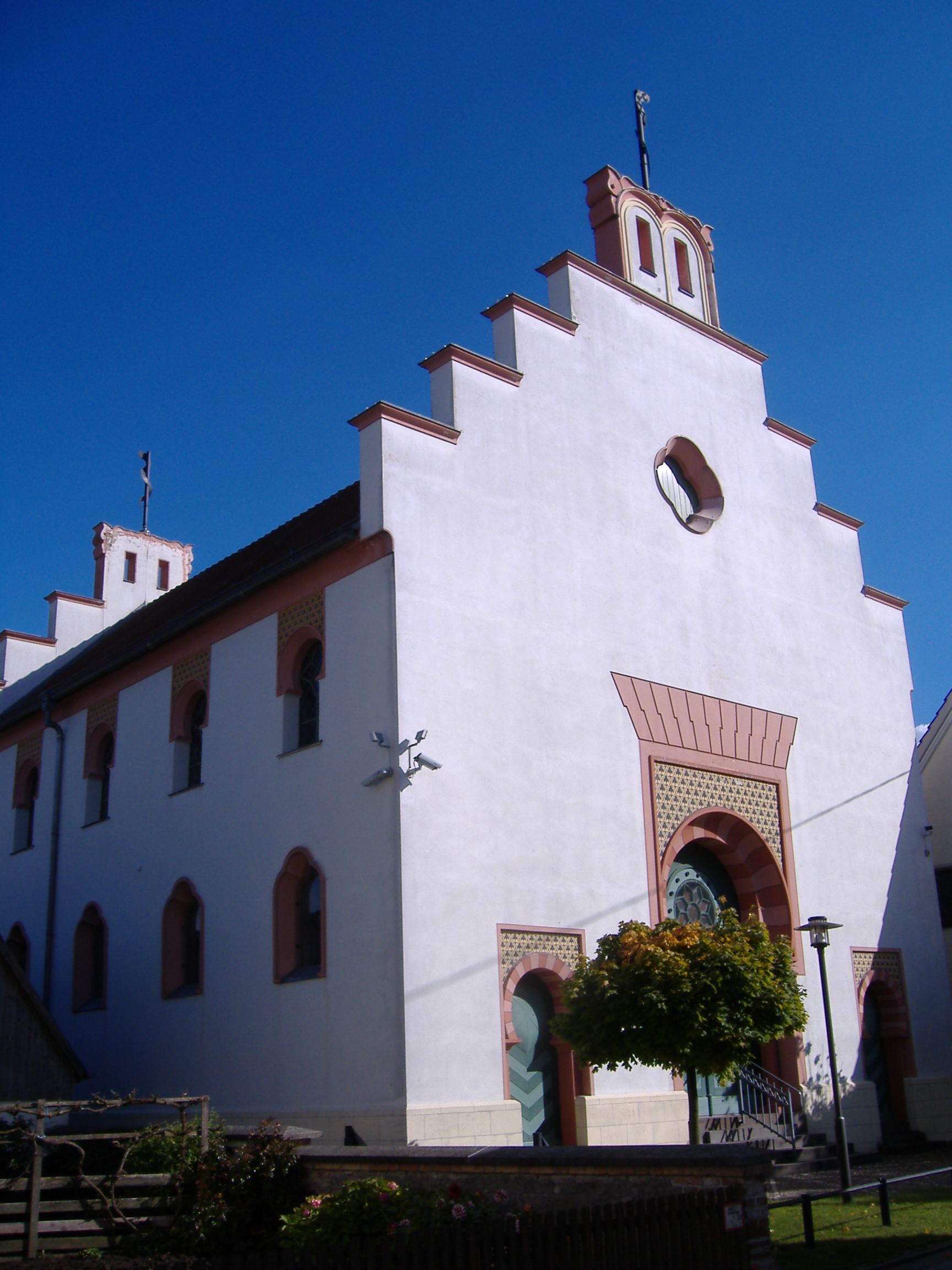
シナゴーグ
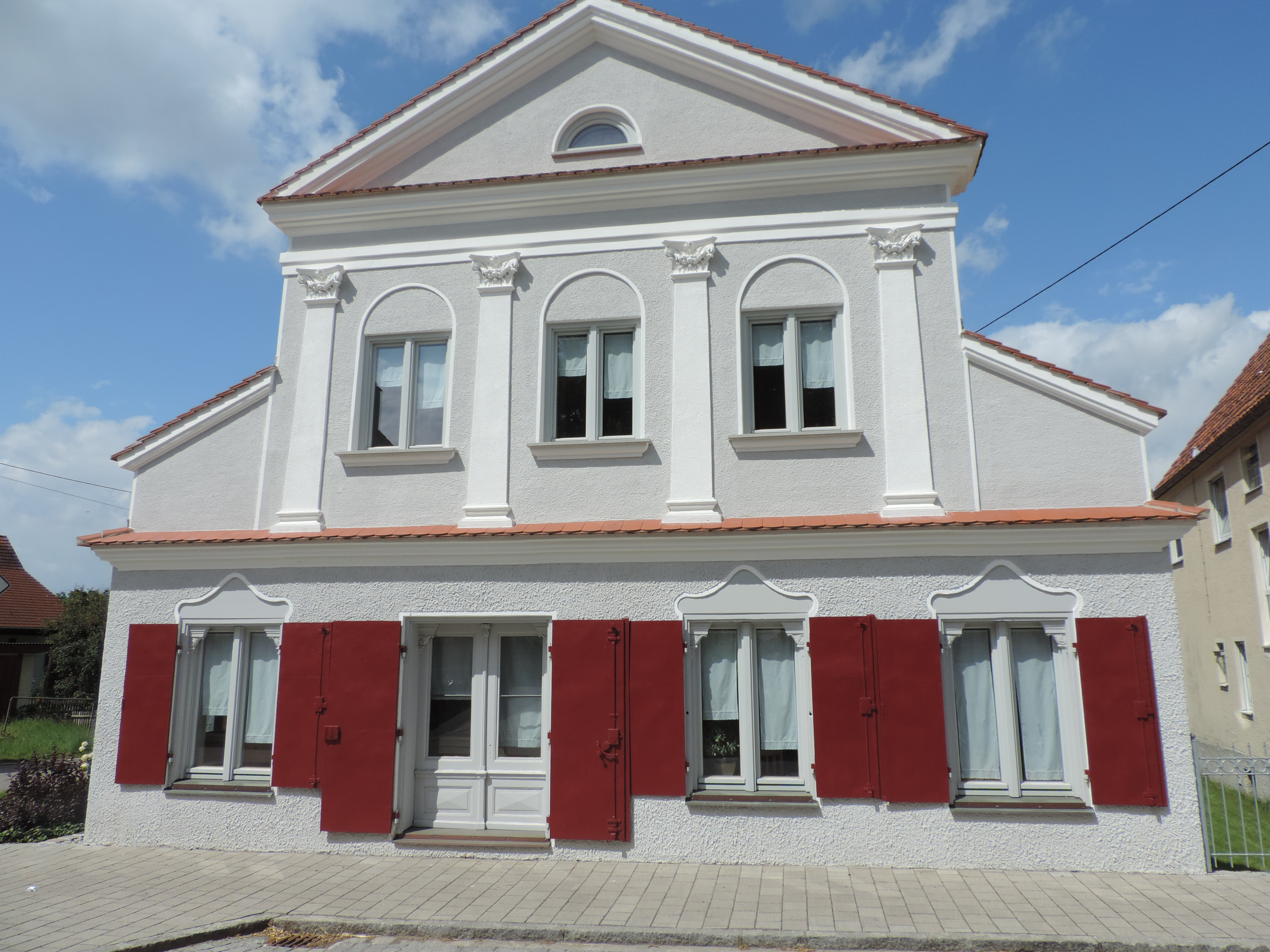
シリングスハウス

## 経済と社会資本

### 経済
2022年現在ビンスヴァンゲンでは179人の社会保険支払い義務のある就労者が働いている。このうち製造業が139人、その他の分野が40人である。また、この町に住む社会保険支払い義務のある就労者は639人である。したがってこの町から他の市町村へ通勤する就労者は、他の市町村からこの町へ通勤する就労者よりも460人多い。2020年の農家の数は23軒であった。農業用地は 1301 ha で、このうち 1191 ha が農耕地、110 ha が牧草地などの緑地である。

### 教育
2023年現在、この町には以下の施設がある。
- 児童施設 1箇所。定員57人に対して53人の児童が在籍している[12]。